# Lărguța
Lărguța è un comune della Moldavia situato nel distretto di Cantemir di 2.780 abitanti al censimento del 2004